# Никифор Ксіфій
Никифор Ксіфій (до 980 — після 1028) — політичний та військовий діяч Візантійської імперії.

## Життєпис
Походив з малоазійської військової знаті. Син Олексія Ксіфія, катепана Італії. Розпочав військову діяльність у молодому віці під орудою батька близько 980 року. Згодом опинився у балканському війську. Вперше згадується у письмових джерелах 999 року. На той час Візантія вела тривалу війну проти Болгарського царства.
На 1002 рік Никифор Ксіфій мав ранг протоспафарія й очолював одну з фем (яку саме невідомо). Спільно з патрикієм Феодороканом здійснив успішний похід болгарськими землями, захопивши міста Плиска, Великий і Малий Преслав, усю Добруджу, де залишили залоги. За успішні дії призначається стратегом феми Філіппополь. В подальшому з перемінним успіхом діяв проти болгарського війська. До 1012 року обіймав посади стратеги Іоаннополя, феми Фракія.
У 1014 році завдяки рішучим та вправним діям Никифора Ксіфія візантійське військо перемогло болгарського царя Самуїла у вирішальній битві при Беласиці (відома також як битва при Клейдоні). За цю звитягу Ксіфій отримав титул патрикія. У 1015—1016 роках спільно з Костянтином Діогеном захопив область Моглен в Болгарському царстві (сьогодні частина адміністративної області Центральна Македонія Греції). Протягом 1017—1018 років Ксіфій захопив область навколо Софії, а потім зайняв територію між Касторією та Сервією в Македонії.
1020 року призначено стратегом феми Анатолік. Втім Никифор Ксіфій був незадоволений призначенням, а також неучастю в поході на Кавказ. 1021 року він змовився з Никифором Фокою, разом з яким підняв заколот проти імператора Василя II. Спочатку повстання поширилося значною частиною Малої Азії, мало чимало прихильників у Константинополі. Але невдовзі Ксіфій вступив у конфлікт з Фокою щодо того, хто буде імператором. Після цього під час особистої зустрічі Никифор Ксіфій наказав вбити Никифора Фоку, внаслідок чого прихильники останнього залишили Ксіфія. Невдовзі він зазнав поразки від Феофілакта Далассена, який полонив Ксіфія.
Никифора Ксіфія було пострижено в ченці й заслано на о. Антигона (одним з Принцевих островів у Мармуровому морі), а його прихильників страчено або заслано. 
1026 року за наказом імператора Костянтина VIII його було осліплено. Ксіфій перебував на Антигоні до 1028 року, коли отримав волю від нового імператора Романа III. Ксіфію було повернуто майно й титул. Проте Ксіфій відмовився від участі у політиці, оселившись у Студійському монастирі.